# Cmentarz parafialny w Grodzisku Mazowieckim
Cmentarz parafialny w Grodzisku Mazowieckim – rzymskokatolicki cmentarz parafii św. Anny w Grodzisku Mazowieckim, znajdujący się przy ulicy Józefa Montwiłła.

## Historia
Cmentarz założony został w roku 1817, a jego poświęcenia dokonał proboszcz Klemens Szaniawski. Poprzedni cmentarz znajdował się wokół kościoła św. Anny. Według opowieści mieszkańców pierwszą pochowaną na grodziskim cmentarzu osobą była mała dziewczynka. Najstarsze pochówki na cmentarzu datowane są na 27 września 1819 roku, natomiast najstarszy zachowany nagrobek pochodzi z roku 1842. W 1866 cmentarz został osadzony drzewami i krzewami, ponadto powstało też ogrodzenie z bramą żelazną.
W czasach I wojny światowej teren cmentarza został wykorzystany przez Rosjan, którzy zlokalizowali na nim swój punkt artyleryjski. W 1915 roku Niemcy wydzielili na grodziskim cmentarzu miejsce do pochówku swoich żołnierzy. W czasach II wojny światowej kazali oni przekopać polskie groby, by wykorzystać teren pod pochówek swoich ludzi, betonowe słupy wydzielające niemiecką część znajdują się na cmentarzu do dziś. Cmentarz swoją obecną powierzchnię uzyskał w 1925 roku, później nie był już powiększany.

## Pochowani na cmentarzu
- Michał Bojasiński
- Stefan Deptuszewski
- Józef Moszyński
- Juliusz Grabowski
- Józef Tokarzewicz
- Adam Chełmoński
- Jan Pajkert
- Wacława Ada Obłękowska